# 179413 Stevekahn
179413 Stevekahn este o planetă minoră (asteroid) din centura de asteroizi. A fost descoperită pe 19 decembrie 2001 la Observatorul Apache Point de Sloan Digital Sky Survey. 
Obiectul prezintă o orbită caracterizată de o semiaxă mare de 3,0736748885683 UAi, o excentricitate de 0,32102514365022, o înclinație de 17,841184643486 ° în raport cu ecliptica.